# Anisochroa zarudnyi
Anisochroa zarudnyi is een keversoort uit de familie schijnboktorren (Oedemeridae). De wetenschappelijke naam van de soort is voor het eerst geldig gepubliceerd in 1900 door Semenow.